# TER

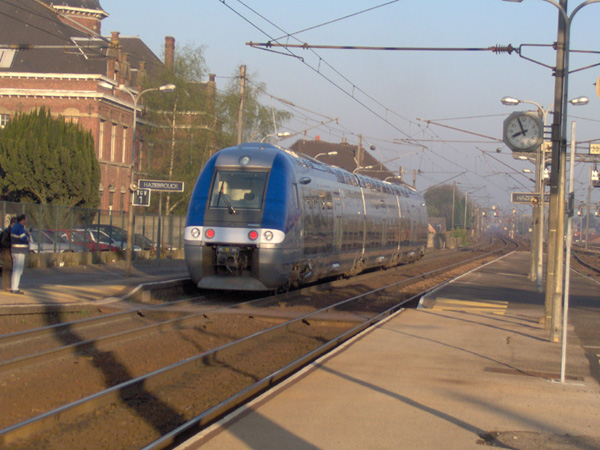
Дизель-поезд TER, станция Азбрук.

TER — акроним, обозначающий Transport Express Régional, бренд, используемый железными дорогами Франции (SNCF) для обозначения региональных поездов. 

## Список регионов с TER
- Transilien[фр.] (Иль-де-франс)
- TER Эльзаса
- TER Аквитании[фр.]
- TER Оверни[фр.]
- TER Нижней Нормандии[фр.]
- TER Бургони
- TER Бретани[фр.]
- TER Центрального региона[фр.]
- TER Шампань–Арденны[фр.]
- TER Франш–Конте[фр.]
- TER Верхней Нормандии[фр.]
- TER Лангедок–Руссильон[фр.]
- TER Лимузен[фр.]
- TER Лотарингии[фр.]
- TER региона Юг-Пиренеи[фр.]
- TER Нор–Па-де-Кале[фр.]
- TER Пеи-де-ла-Луар[фр.]
- TER Пикардии[фр.]
- TER Пуату–Шаранты[фр.]
- TER Прованс-Альпы-Лазурный берег[фр.]
- TER Рона–Альпы[фр.]
- TER Валь–ля-Марна[фр.]
- TER Корсики[фр.]